# Sukoró, Fejér
Sukoró  este un sat în districtul Gárdony, județul Fejér, Ungaria, având o populație de 1.238 de locuitori (2011). 

## Demografie
Componența etnică a satului Sukoró
     Maghiari (94,81%)
     Germani (2,8%)
     Necunoscut (1,9%)
     Români (0,49%)
     Alții (1,9%)
Componența confesională a satului Sukoró
     Romano-catolici (36,03%)
     Reformați (19,39%)
     Fără religie (13,57%)
     Atei (2,75%)
     Necunoscută (26,82%)
     Alte religii (2,67%)
Conform recensământului din 2011, satul Sukoró avea 1.238 de locuitori. Din punct de vedere etnic, majoritatea locuitorilor (94,81%) erau maghiari, cu o minoritate de germani (2,8%). Apartenența etnică nu este cunoscută în cazul a 1,9% din locuitori. Nu există o religie majoritară, locuitorii fiind romano-catolici (36,03%), reformați (19,39%), persoane fără religie (13,57%) și atei (2,75%). Pentru 26,82% din locuitori nu este cunoscută apartenența confesională.